# Liborio
Liborio  è un nome proprio di persona italiano maschile.

## Varianti
- Femminili: Liboria[2][3][5]

### Varianti in altre lingue
- Catalano: Libori[6]
- Ceco: Libor
- Francese: Liboire
- Latino: Liborius[1][4]
- Polacco: Liboriusz
- Spagnolo: Liborio[6]
- Tedesco: Liborius

## Origine e diffusione
Deriva dal nome latino Liborius, che venne portato da san Liborio, un vescovo del IV secolo; il suo culto, tramite i Normanni e gli Angioini, raggiunse la Sicilia, dove oggi si attesta per oltre la metà; per il resto è sparsamente diffuso in Italia meridionale, mentre è quasi assente al Nord. 
L'etimologia è incerta, e le fonti sono discordi in proposito; potrebbe trattarsi di una corruzione di Liberio o di Libero, o comunque di un derivato del termine latino libertas ("libertà"). Secondo altre ipotesi potrebbe essere l'adattamento di un ignoto nome gallico, oppure potrebbe risalire al verbo latino libo ("consacrare", "dedicare"), con il significato di "consacrato agli dei". Alcune fonti propongono infine origini ebraiche, ad esempio da Libba ("ispirato"), che altre giudicano invece improbabili.

## Onomastico
L'onomastico si può festeggiare il 9 aprile o il 23 luglio in memoria di san Liborio, vescovo di Le Mans, amico di san Martino di Tours. Con questo nome si ricorda anche il beato Liborius Wagner, sacerdote e martire lungo il Meno, presso Schonungen, commemorato il 9 dicembre.

## Persone

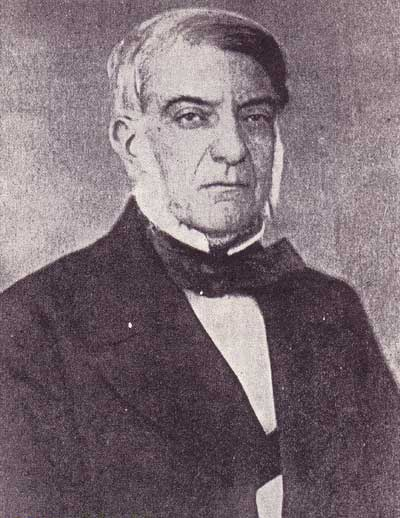
Liborio Romano

- Liborio di Le Mans, vescovo cattolico francese
- Liborio Guccione, scrittore italiano
- Liborio Liguori, calciatore italiano
- Liborio Prosperi, pittore italiano
- Liborio Romano, politico italiano
- Liborio Salomi, geologo, paleontologo, naturalista e tassidermista italiano
- Liborio Sánchez, calciatore messicano

### Variante Liborius
- Liborius Ndumbukuti Nashenda, arcivescovo cattolico namibiano
- Liborius Wagner, sacerdote tedesco